# باغ گلشن

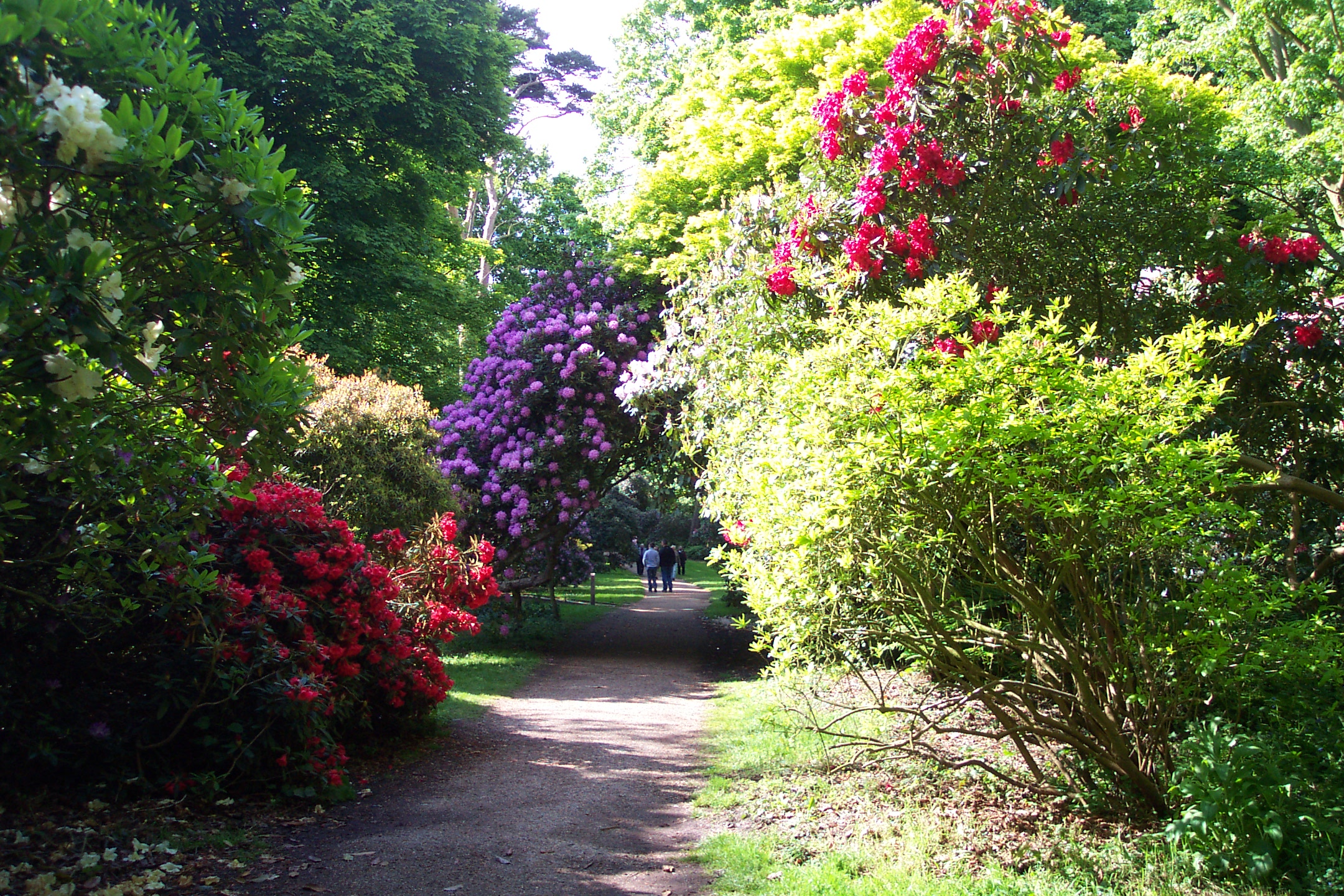
باغ خرزه هندی، پارک شرینگهام، در اصل یک خانه‌باغ روستایی توسط هامفری رپتون، با گونه‌های بسیاری که توسط ارنست هنری ویلسون یک سدهٔ بعد جمع‌آوری شده بود.

باغ گلشن، یک باغ یا بخشی از یک باغ است که شامل درختان بزرگ است و طوری چیده شده‌است که کم و بیش به صورت بیشه‌زار طبیعی به نظر برسد، اگرچه اغلب در واقع یک پدیدهٔ دست‌ساخت است. به‌طور معمول، شامل کاشت درختچه‌های گلدار و سایر گیاهان زینتی، به ویژه در نزدیکی مسیرهای پیاده‌روی آن است.
سبک باغ گلشن اساساً ساخته اواخر سدهٔ ۱۸ و ۱۹ است، اگرچه بر اساس روندهای پیشین در تاریخ باغبانی است. باغ‌های گلشن در حال حاضر در بیشتر نقاط جهان یافت می‌شوند، اما بسته به منطقه و شرایط محلی به‌طور قابل توجهی متفاوت هستند. فرمول اصلی انگلیسی معمولاً دارای گونه‌های درختی است که عمدتاً بومی محلی هستند و برخی از درختان و بیشتر درختچه‌ها و گل‌ها از گونه‌های غیربومی هستند. بیشه قابل بازدید تنها با گونه‌های بومی به عنوان ذخیره‌گاه طبیعی معرفی می‌شوند. اما برای مثال در ایالات متحده، بسیاری از باغ‌های گلشن فقط گونه‌های بومی یا منطقه‌ای را شامل می‌شوند و اغلب خود را به عنوان باغ‌های گیاه‌شناسی معرفی می‌کنند.

## نگارخانه

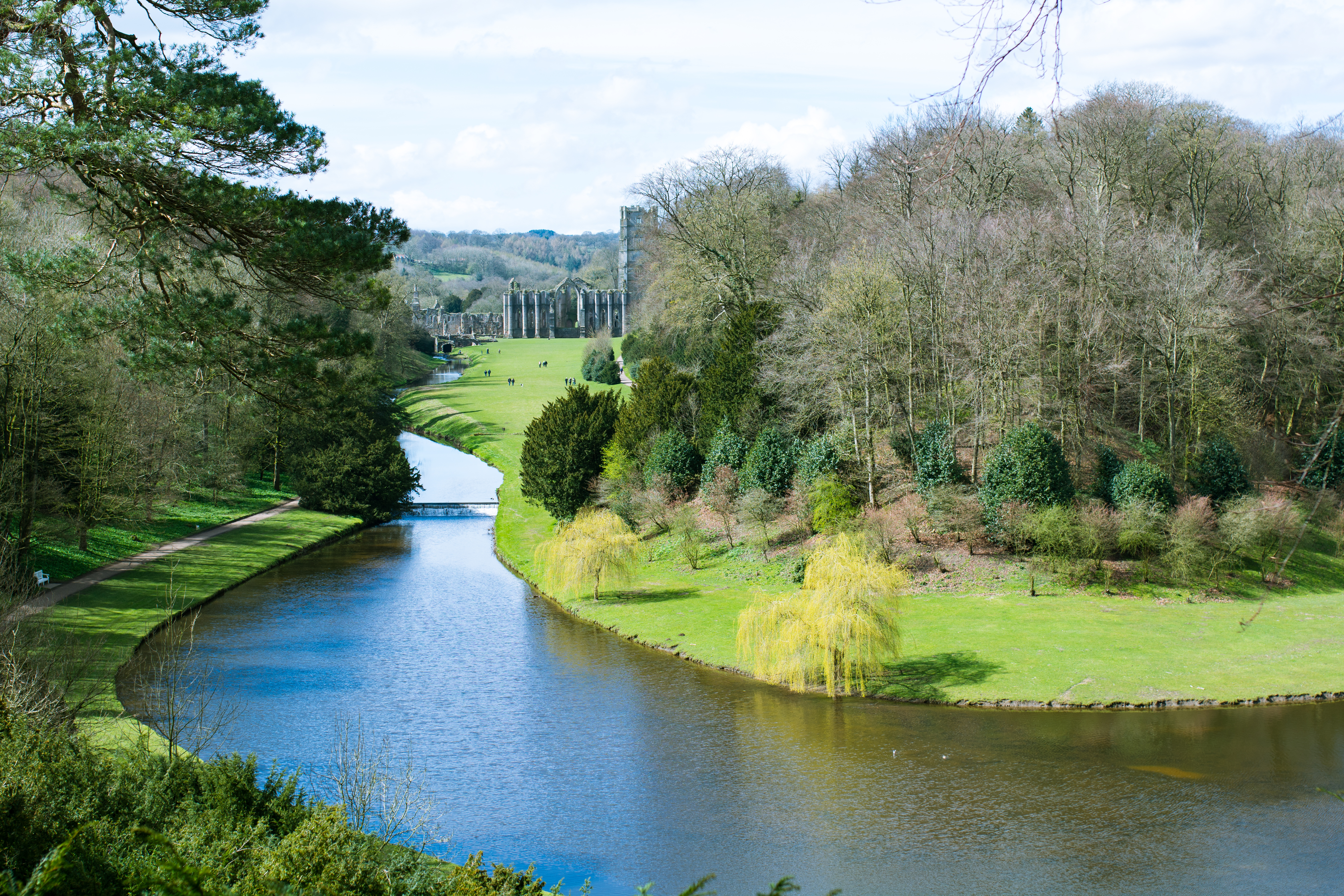
«نمای شگفت‌انگیز»، از ویرانه‌های فواره آبی، استادلی رویال
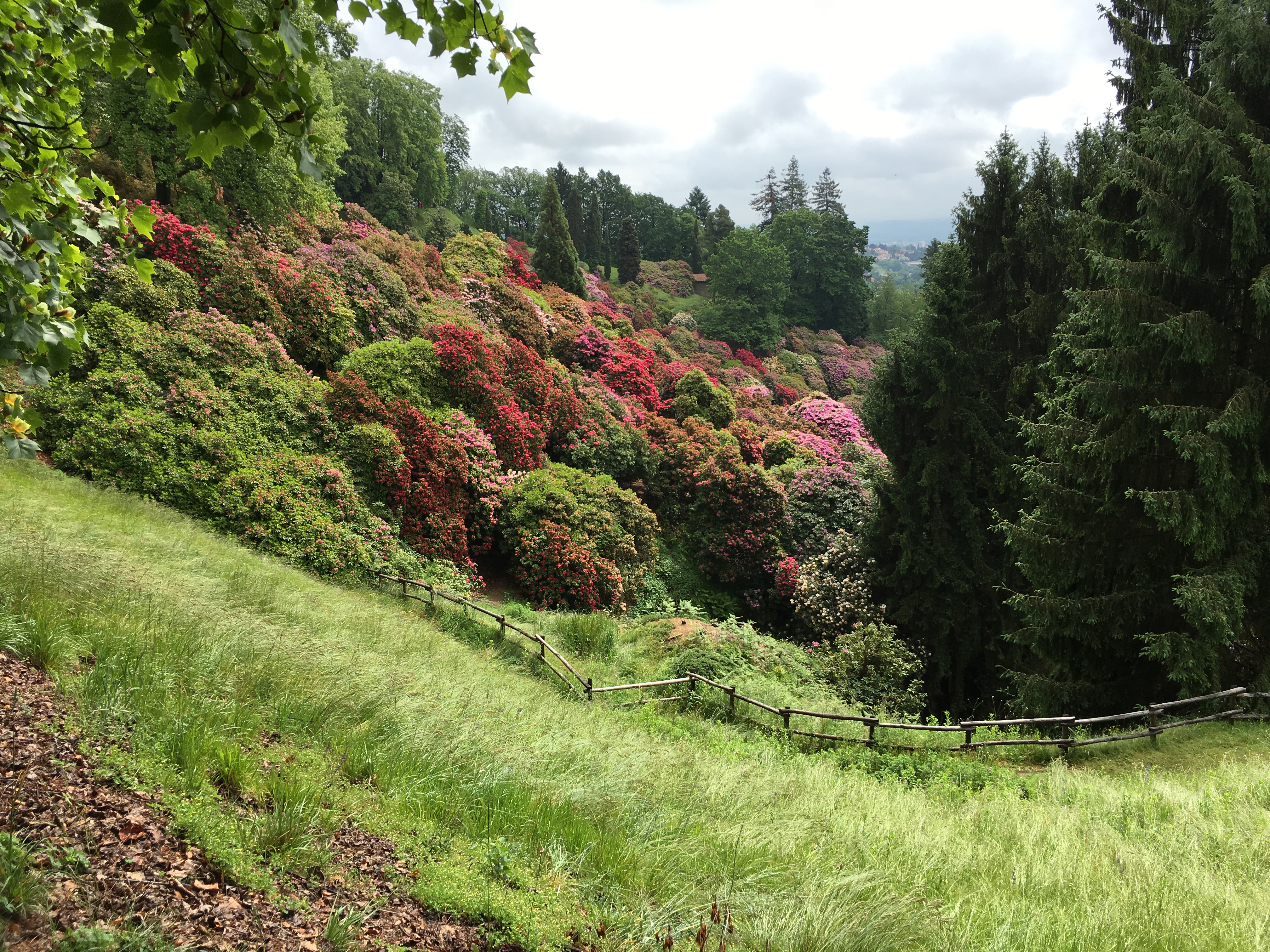
«کاسه» رودودندرون در شمال ایتالیا، Parco della Burcina
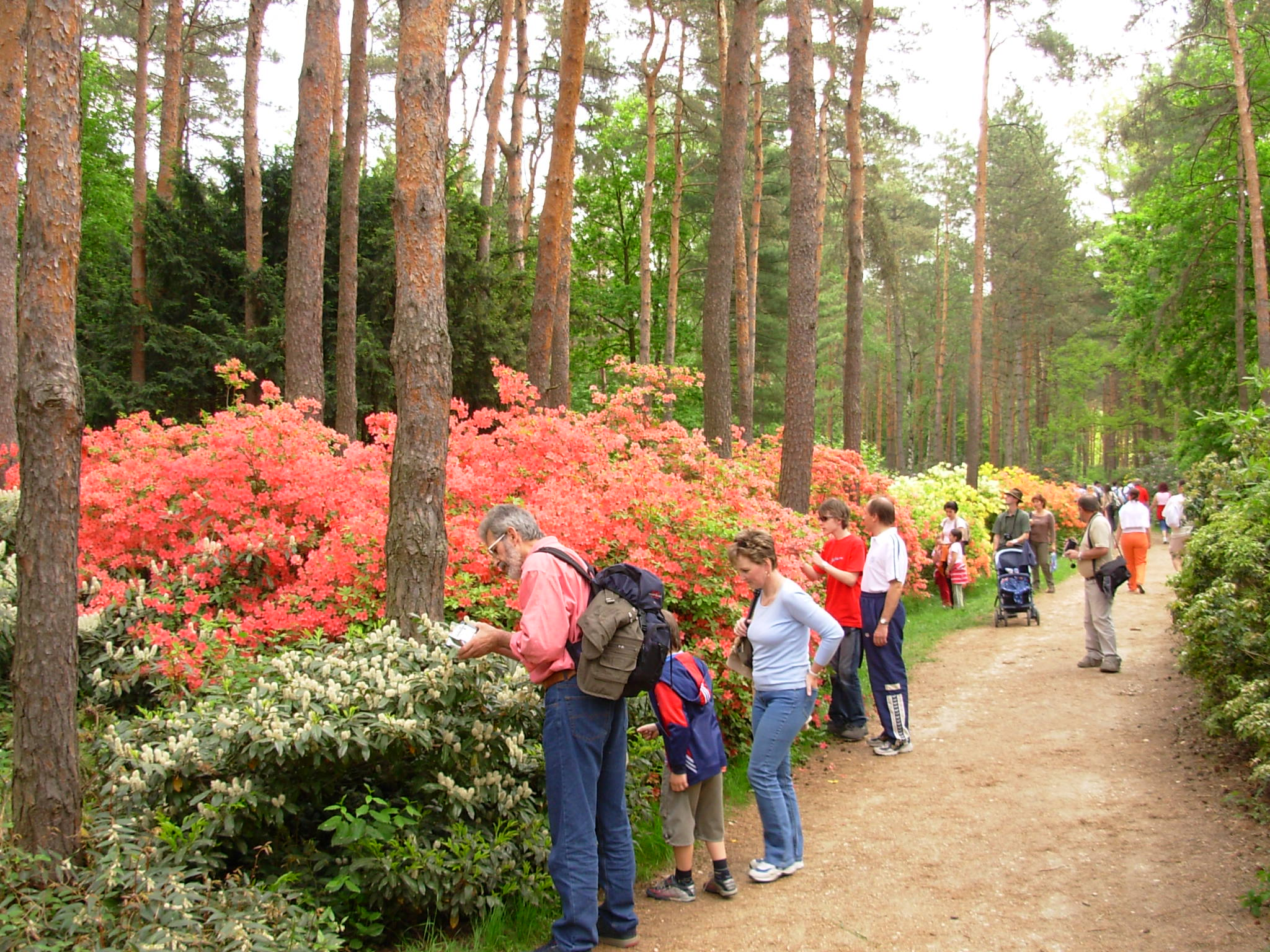
در مجارستان
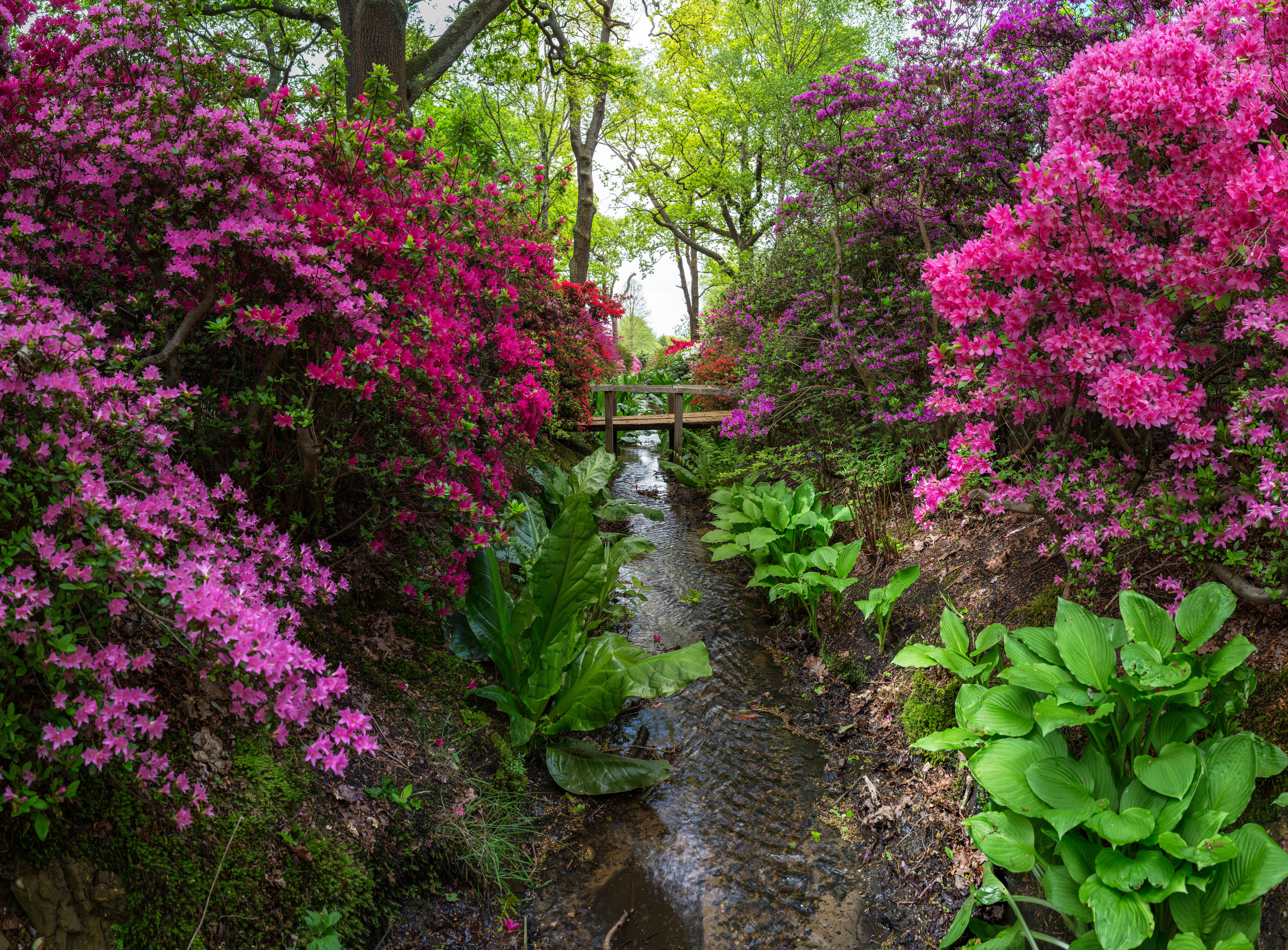
نهری در مزرعه ایزابلا، پارک ریچموند، نزدیک لندن
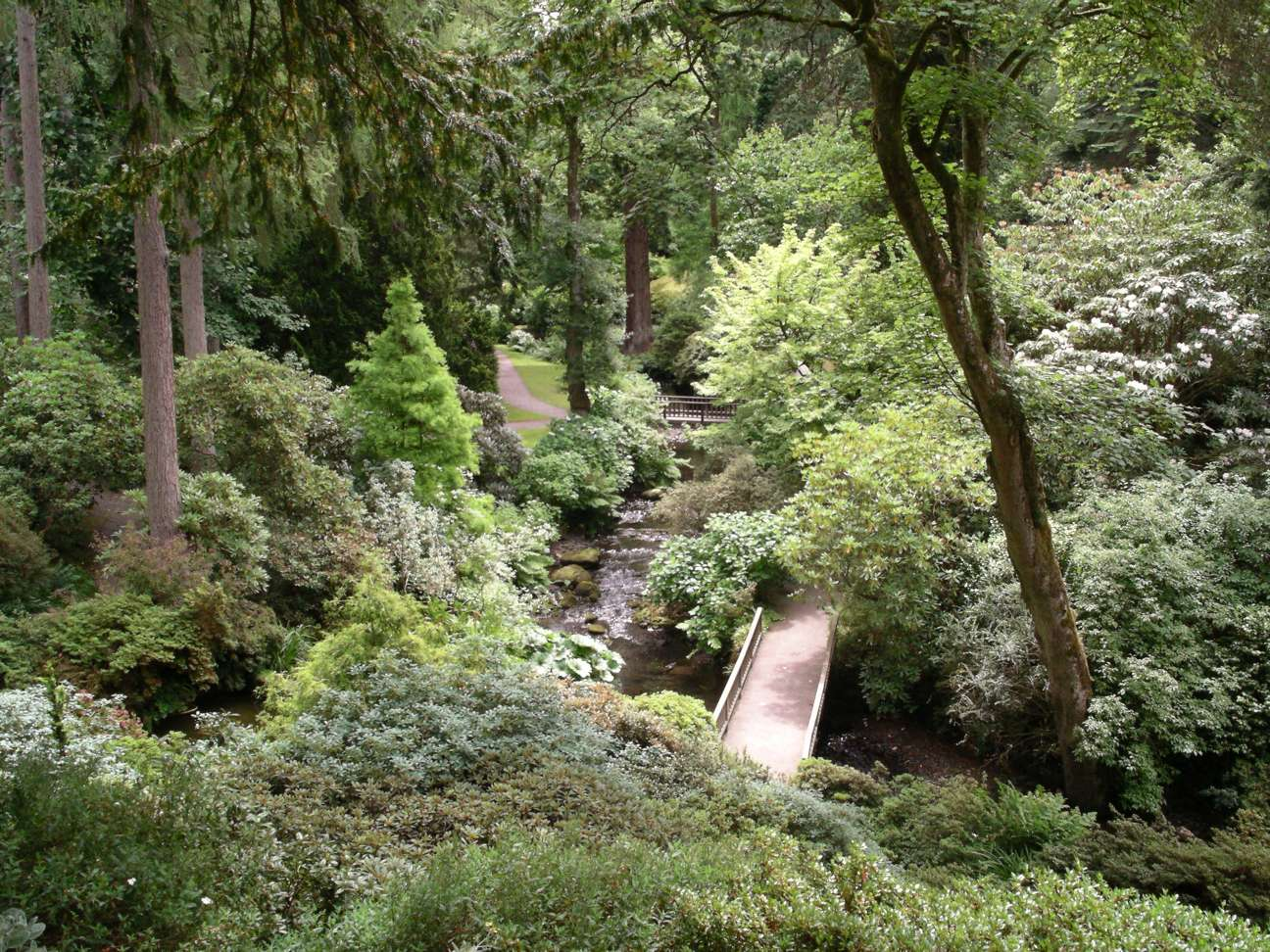
باغ بودنانت، ولز
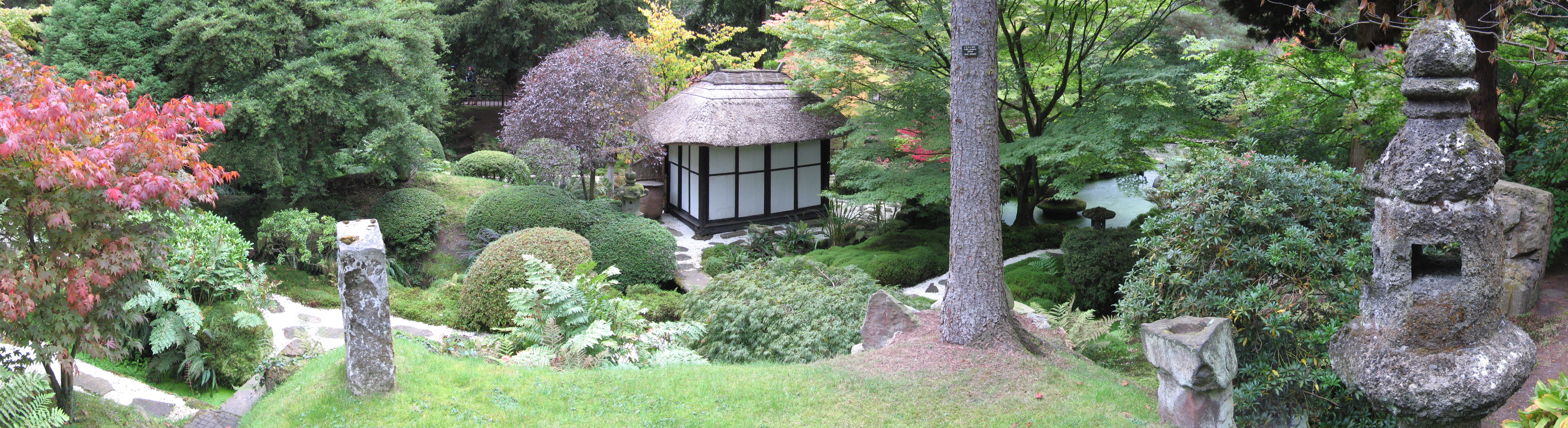
باغ ژاپنی در باغ تاتون پارک، انگلستان، پایان سپتامبر.